# Ssireum

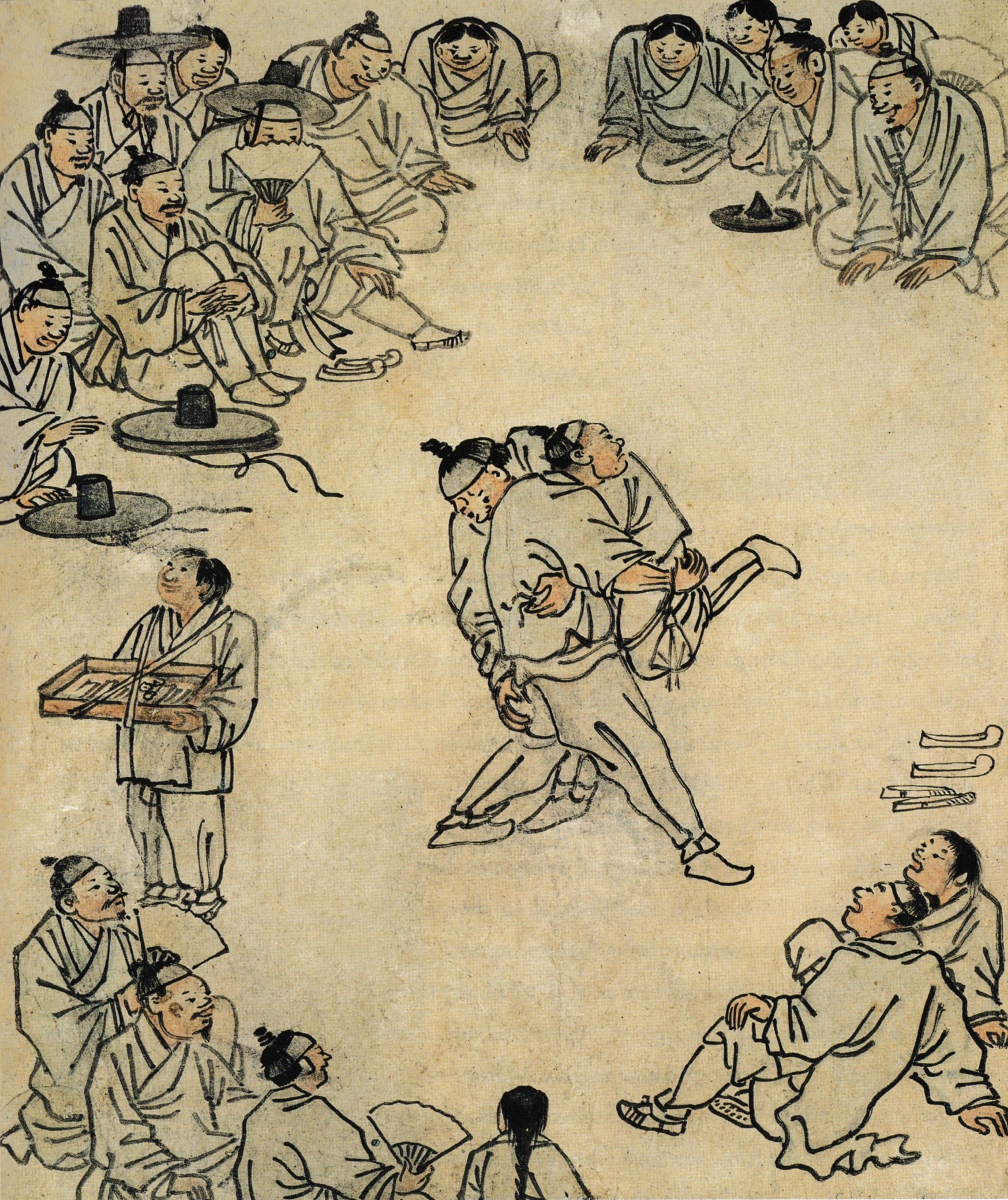
Ssireum truyền thống

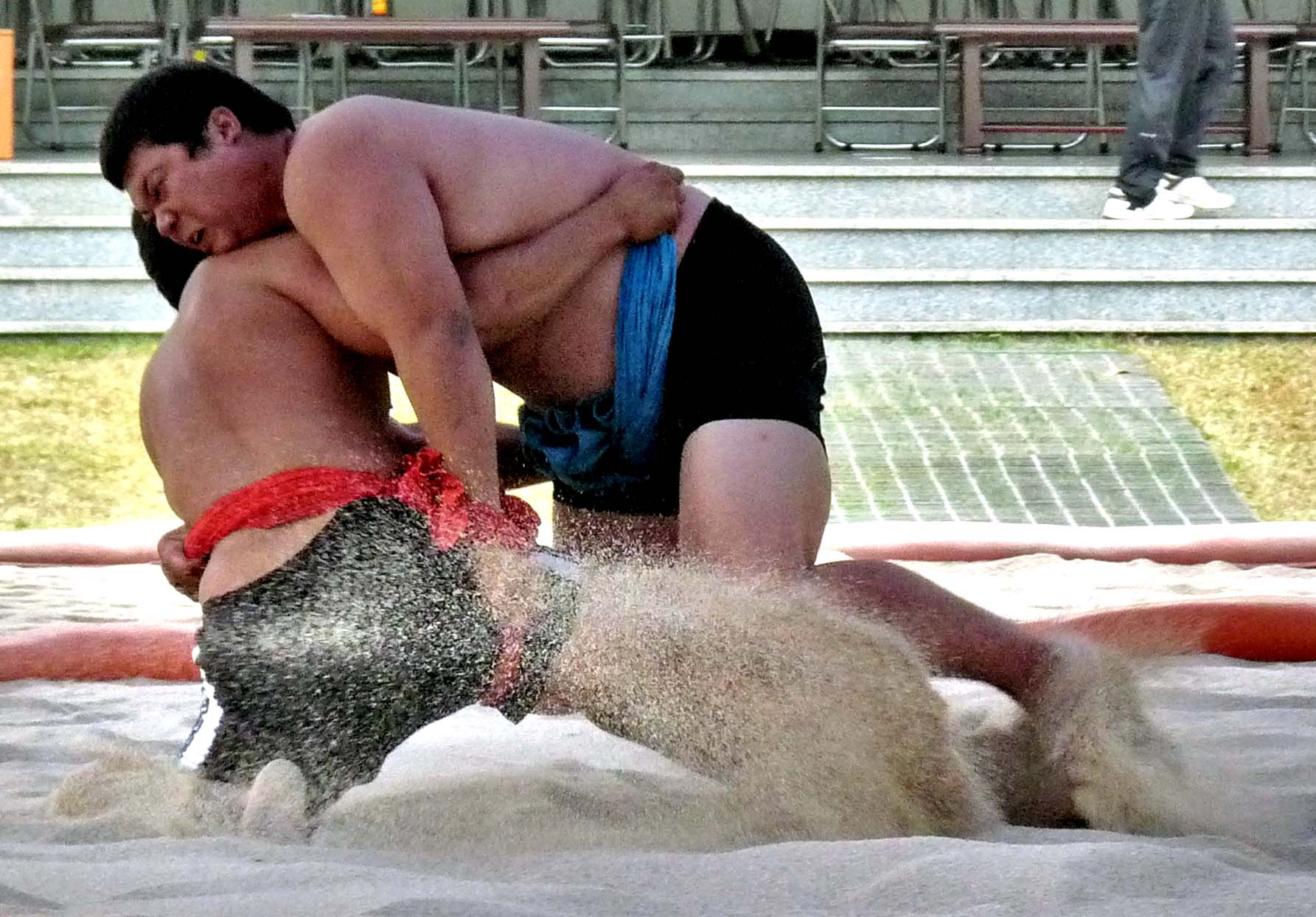
Ssireum hiện đại

Ssireum (có khi viết là Sirum, Hangul: 씨름) là một môn quốc võ của người Triều Tiên, một môn vật. Trong thi đấu ssireum hiện đại, võ sĩ đeo thắt lưng ở lưng và đùi và chỉ dùng những miếng không gây nguy hiểm cho đối thủ. Người thắng cuộc là người làm cho đối thủ chạm đất ở bất cứ bộ phần nào từ đầu gối trở lên.